# Cornisa

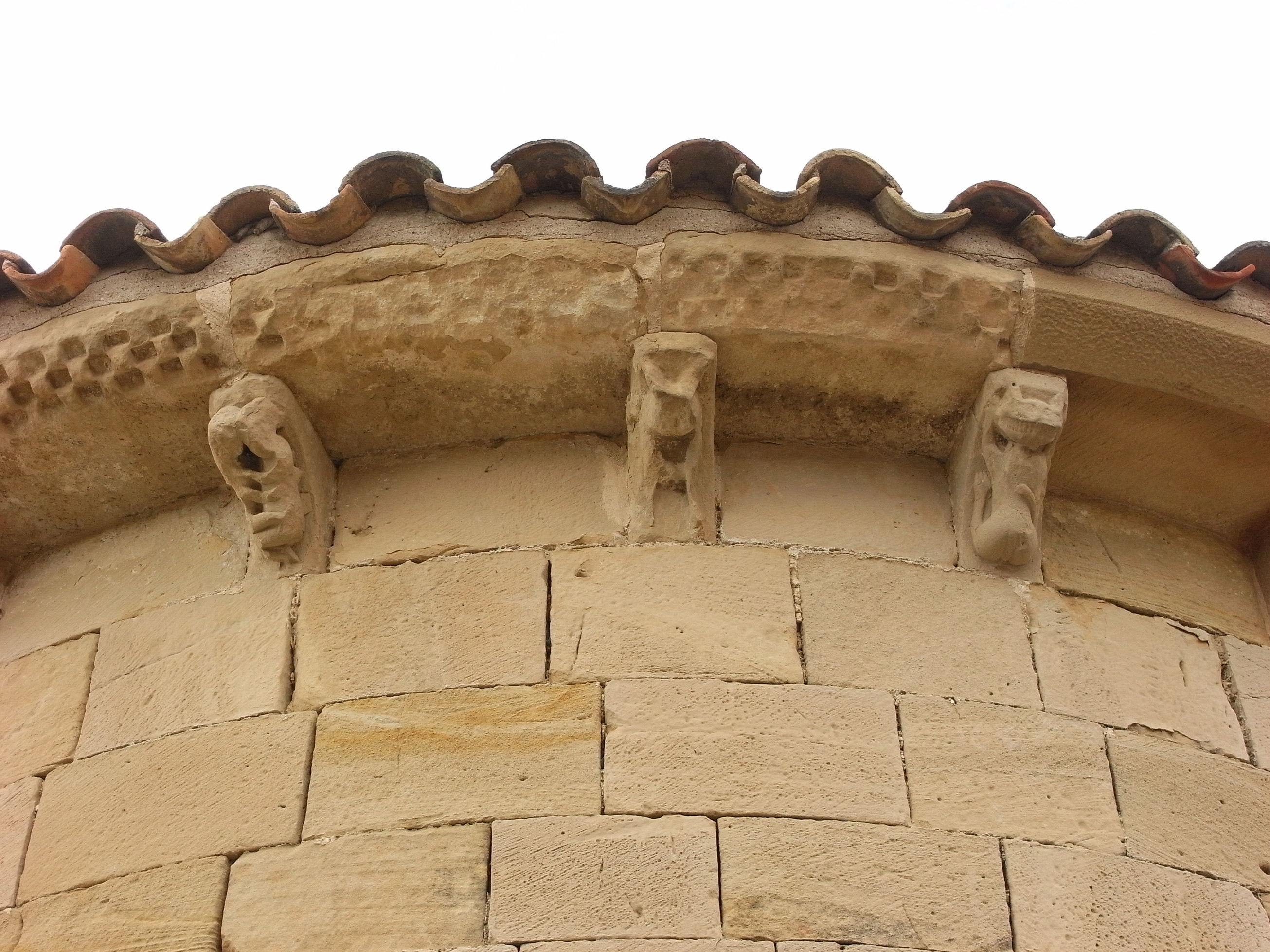
Ermita de Santa María de La Piscina: cornisa con canecillos.

Una cornisa, palabra proveniente del Latín coronis, es una moldura que recorre horizontalmente la parte superior de paramento, tanto en la cara externa como en la interior.

## Uso y características
Con frecuencia se sitúa bajo el alero de la cubierta, evitando que el agua de lluvia incida directamente sobre el muro o se deslice por el mismo, además de rematar la fachada del edificio. 
En la arquitectura clásica forma parte del entablamento, y está compuesta de varias molduras; se distinguen dos tipos: de cincha (rodea el edificio marcando la división entre las plantas), y denticulada (decorada por dentículos o sustentada por modillones). Cuando remata el frontón del templo clásico, consta de un  geison y molduras curvas, llamadas también cimacio.
La cornisa, además de sus funciones prácticas, históricamente ha representado una pieza clave como decoración arquitectónica. En la construcción moderna, la cornisa se realiza utilizando los nuevos métodos que ofrecen los modernos materiales mediante moldes de poliestireno expandido que son colocados como parte de los encofrados para verter hormigón en el conjunto.

## Galería

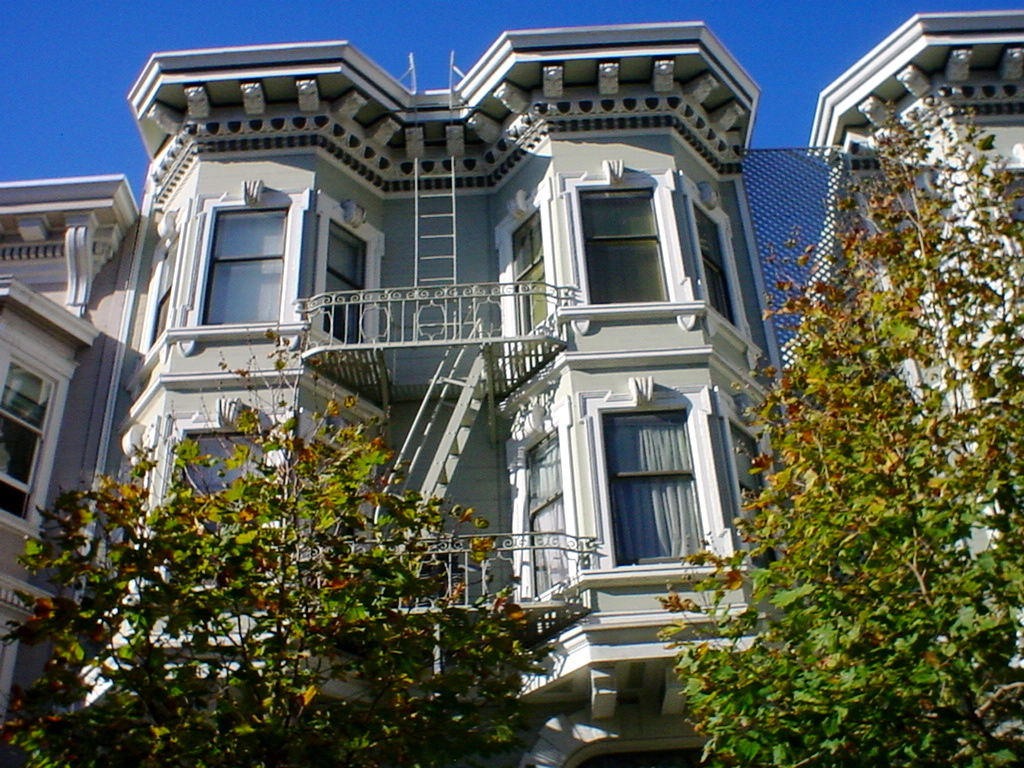
Proyección de la cornisa de una casa de madera pintada al estilo italiano.
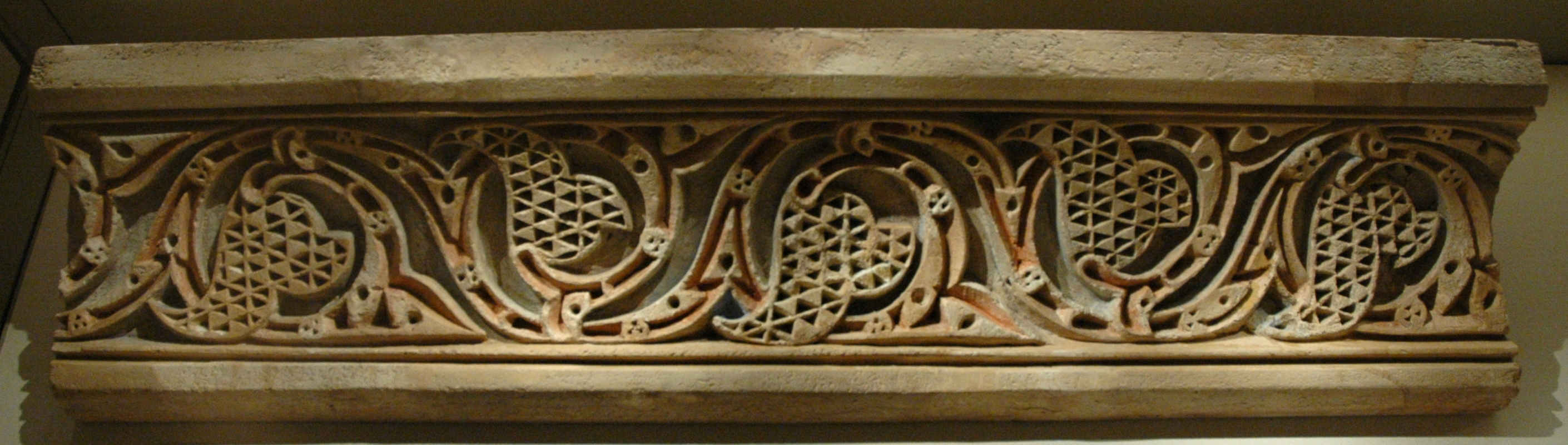
Cornisa con la función de patrón de la hoja, en Nishapur, siglo X, (Museo Metropolitano de Arte).
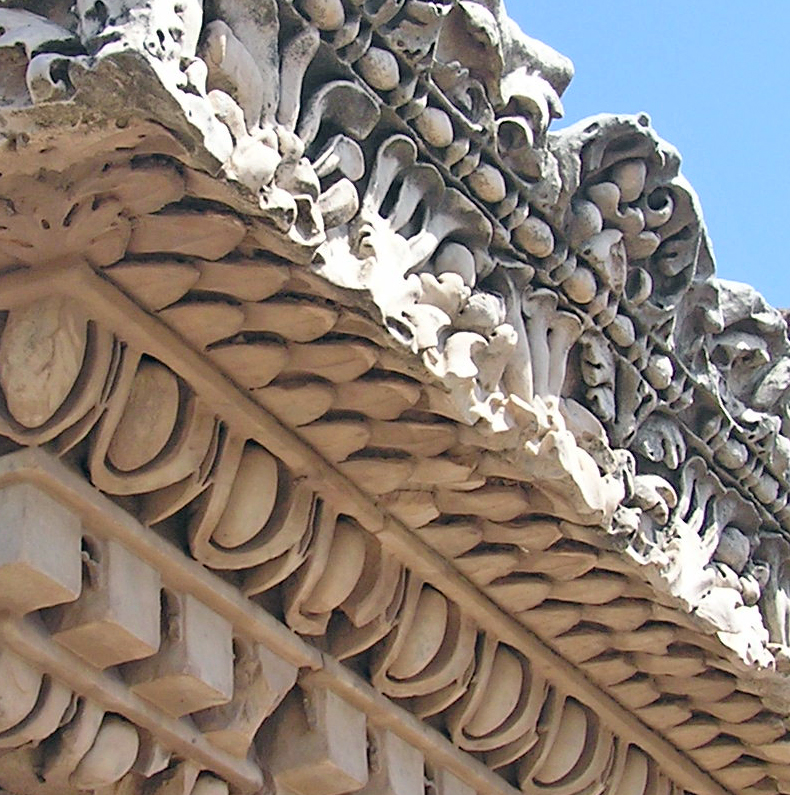
Cornisa romana de orden jónico, del palacio imperial en el monte Palatino, en Roma.
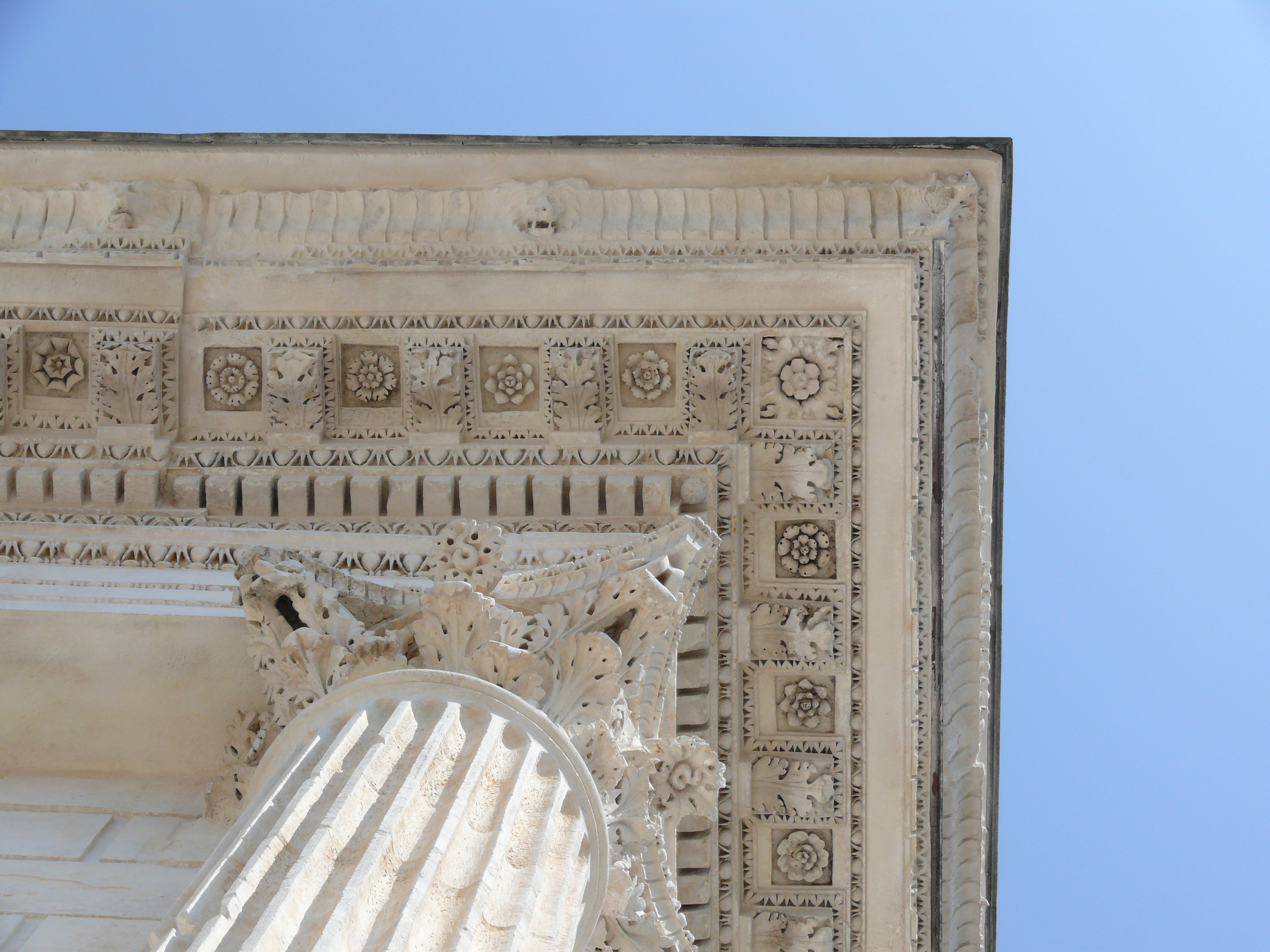
Cornisa de la Maison Carrée, Nîmes.